# 琉球海炎祭
琉球海炎祭（りゅうきゅうかいえんさい）は、毎年4月に沖縄県宜野湾市の宜野湾海浜公園で開催される、花火大会である。「日本で一番早い夏」をうたい、日本で一番早い沖縄の海開きシーズンに合わせて開催される。
また、音楽に合わせて、約１時間構成で花火を演出するイベントは、琉球海炎祭が日本で発祥と伝えられる。
2004年4月に第一回が開催され、この年は日本航空の東京沖縄線就航50周年にあたり、同社の協賛を得て開催された。以降毎年開催されている。2009年には華道家の假屋崎省吾の生け花を花火で表現する試みが行われ、假屋崎がカウントダウンを務めた。2010年には、世界的デザイナーコシノジュンコも加わり花火をデザインし、花火師が設計して、打ち上がるデザイン花火が取り入れられ、その後も毎年、コシノジュンコ氏が参加している。2016年にはチケットが台湾でも発売された。
2018年は15周年となり、過去最大数の観客数を達成し、県外、海外の注目を更に集め、沖縄県で最大規模を誇る、イベントとなっている。